# جبل دونديوكسان (كوريا الجنوبية)
دونديوكسان (بالكورية: 둔덕산) هو جبل يقع في إقليم غيونغسانغ الشمالي، في شرق كوريا الجنوبية. يبلغ ارتفاعه حوالي 969 مترًا.